# Caularis
Caularis es un  género de lepidópteros perteneciente a la familia Noctuidae. Es originario de Sudamérica y del Caribe.

## Especies
- Caularis jamaicensis Todd, 1966
- Caularis lunata Hampson, 1904
- Caularis undulans Walker, [1858]
- Caularis zikani Schaus, 1933